# Alberto Moleiro
Alberto Moleiro González (Santa Cruz de Tenerife, ⁣30 september 2003) is een Spaans voetballer die bij voorkeur als aanvallende middenvelder speelt voor Villarreal.

## Clubcarrière
Moleiro begon zijn carrière bij CD Sobradillo, maar werd al snel gevolgd door UD Las Palmas. Hij maakte in 2018 de overstap naar de club uit Gran Canaria. Hij begon uiteindelijk bij de Juvenil C, maar kwam al snel uit voor de hogere jeugdelftallen. Op 15 december 2019 maakte hij zijn debuut voor het tweede elftal, Las Palmas Atletico in een wedstrijd in de Segunda Division B tegen Coruxo FC, die met 4-1 werd verloren.